# Oliecentrale

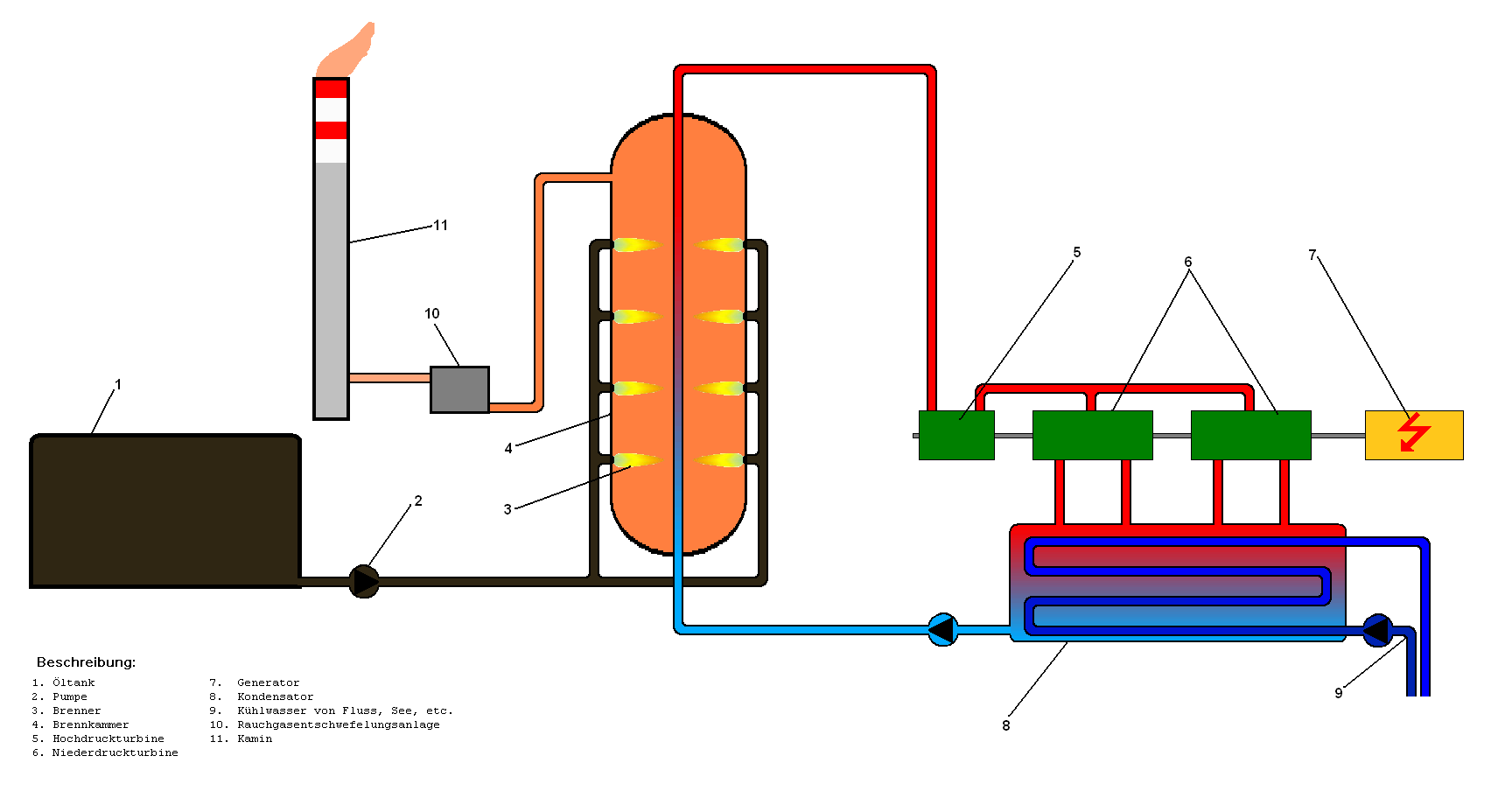
Oliecentrale

Een oliecentrale is een elektriciteitscentrale gestookt op olie (diverse soorten) en werkt hetzelfde als een aardgascentrale. De olie wordt met behulp van stoom verwarmd en verneveld, waarna het in de ketel tot verbranding wordt gebracht.
Ketels gestookt met olie hebben een ander warmtepatroon dan de gas gestookte eenheden. Dit heeft te maken met de soort warmte die olie afgeeft in vergelijking met gasbranders. Bij een olievlam heb je veel meer stralingswarmte, terwijl gas veel meer convectiewarmte geeft.
In sommige centrales wordt thans (2005) geëxperimenteerd met alternatieve oliën. Waar vroeger veel zware stookolie werd verbrand, is men nu overgegaan op de verbranding van zonnebloemolie en dergelijke producten. Hiermee wordt voldaan aan de opwekking van groene stroom. Dit was onder andere het geval bij de voormalige Centrale Harculo, aan de IJssel bij Zwolle.

## Naam van bedrijf
In Nederland bestaat het bedrijf OK Oliecentrale B.V., voorheen Oliecentrale Nederland, een olieleveranciersbedrijf op de zakelijke markt voor brandstoffen en smeermiddelen in Nederland. Het is verbonden met OK Nederland en distributeur voor Shell.